# Saison 2014 de l'équipe cycliste De Rijke

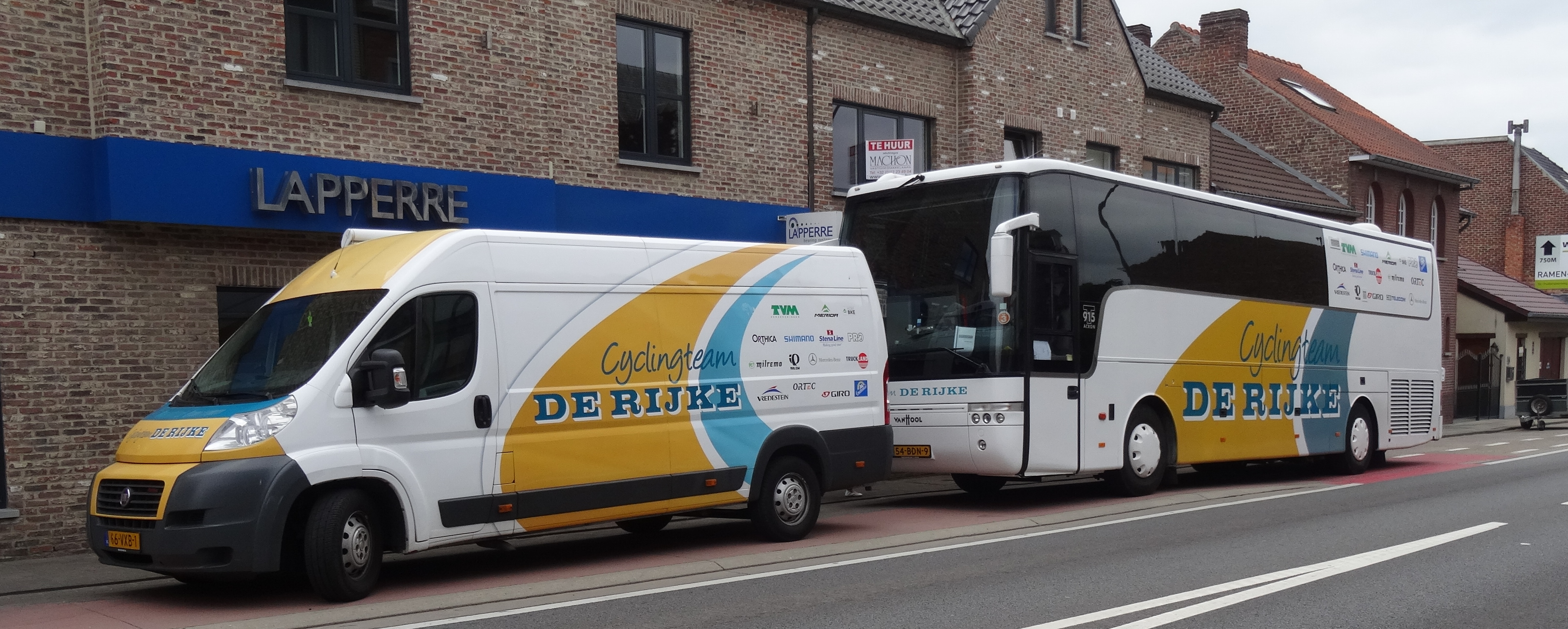
La camionnette et le bus de De Rijke au Tour du Limbourg 2014.

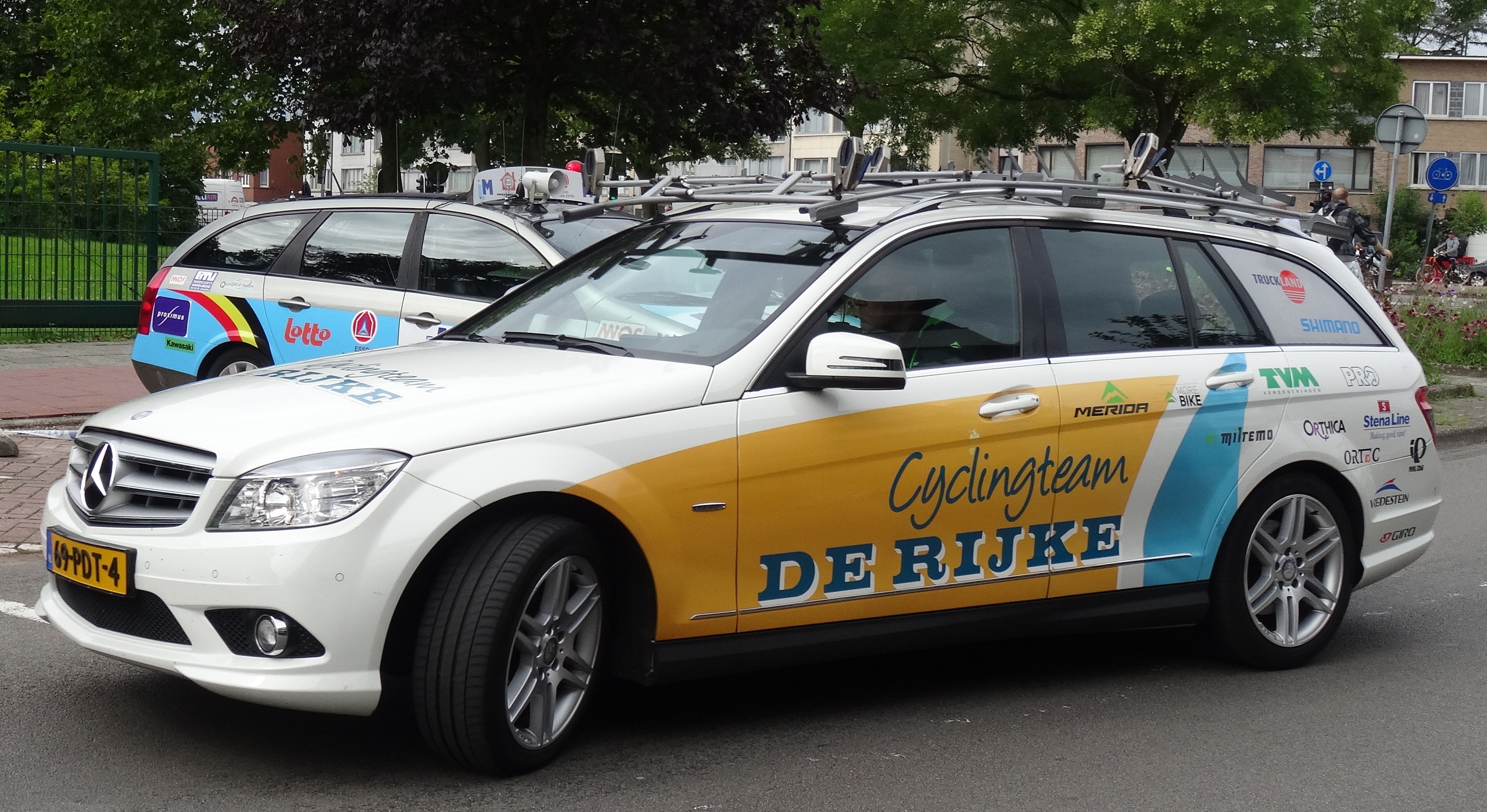
Une des voitures de l'équipe lors de la Flèche du port d'Anvers 2014.

La saison 2014 de l'équipe cycliste De Rijke est la douzième de cette équipe.

## Préparation de la saison 2014

### Arrivées et départs
| Arrivées     | Équipe 2013           |
| ------------ | --------------------- |
| Dex Groen    | Metec-TKH Continental |
| Simon Schram |                       |

| Départs          | Équipe 2014                   |
| ---------------- | ----------------------------- |
| Mats Boeve       |                               |
| Rick Ottema      | Veranclassic-Doltcini         |
| Adrián Palomares |                               |
| Kai Reus         | Parkhotel Valkenburg          |
| Bob Schoonbroodt | TWC Maaslandster-Zuid Limburg |
| Roy Sentjens     | retraite                      |
| Bas Stamsnijder  |                               |
| Nikolay Trusov   | Tinkoff-Saxo                  |

## Coureurs et encadrement technique

### Effectif

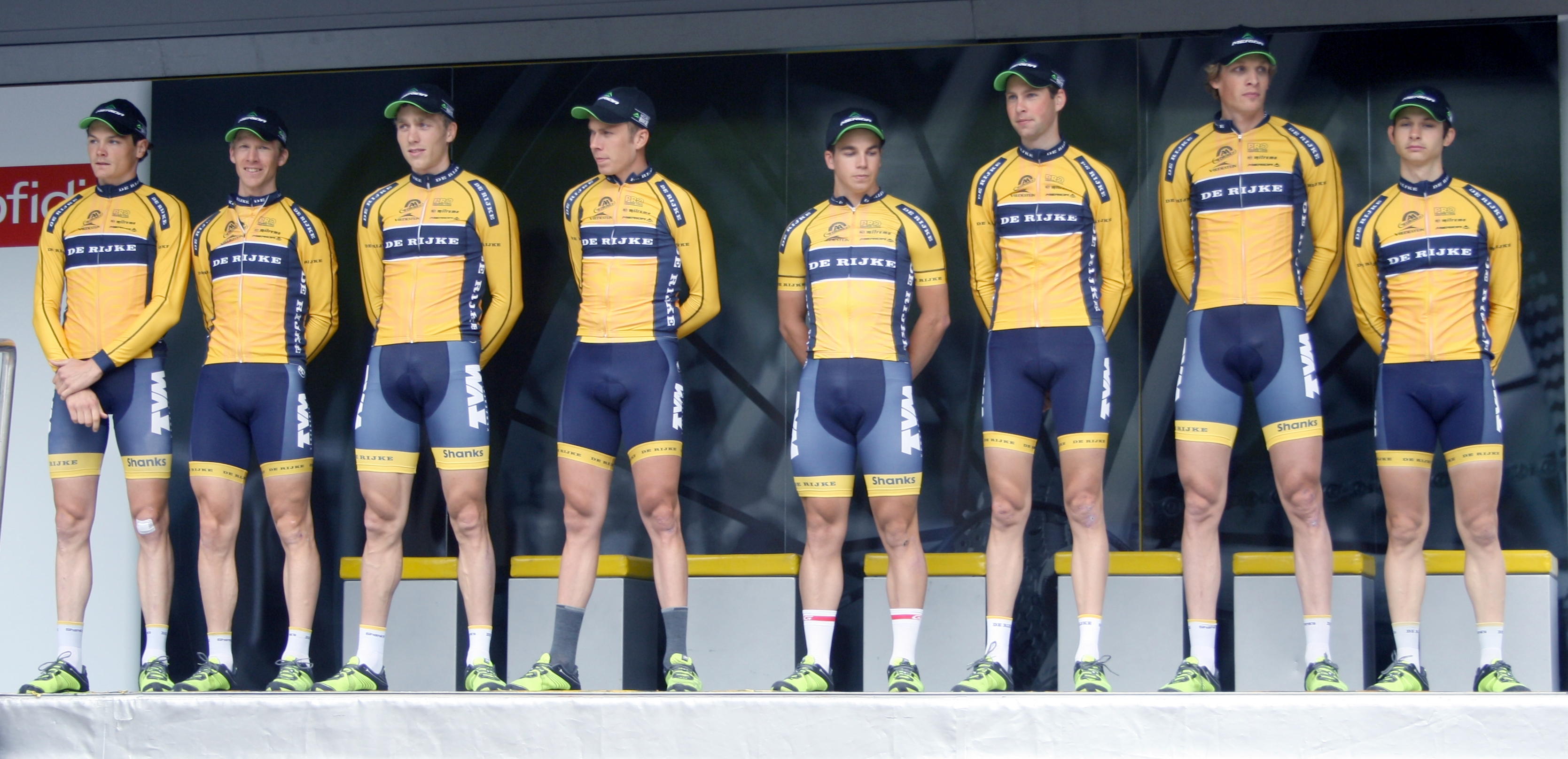
L'équipe lors de la World Ports Classic 2014.

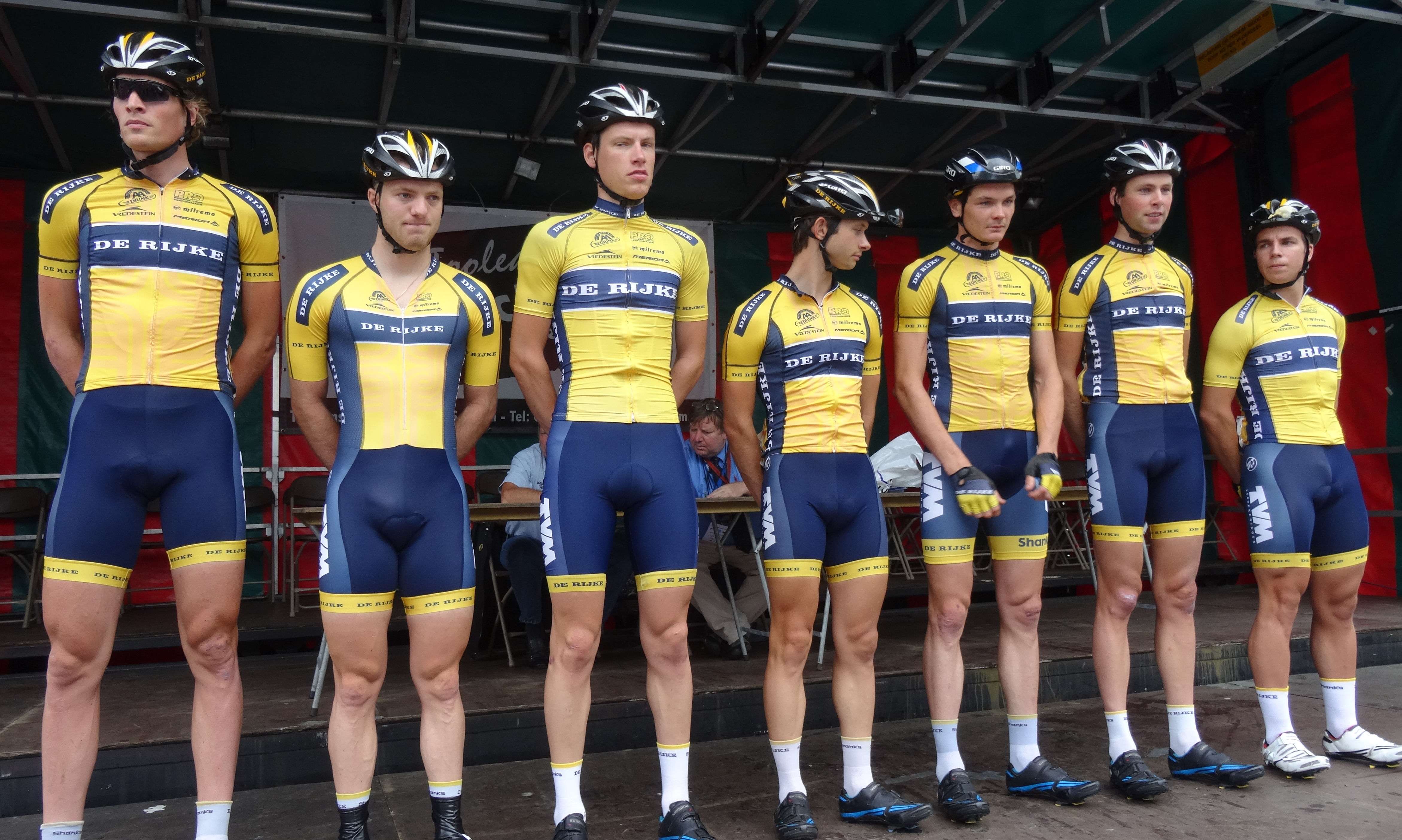
L'équipe lors de la Flèche du port d'Anvers 2014.

Douze coureurs constituent l'effectif 2014 de l'équipe.
| Cycliste            | Date de naissance  | Nationalité | Équipe 2013           |
| ------------------- | ------------------ | ----------- | --------------------- |
| Dion Beukeboom      | 2 février 1989     | Pays-Bas    | De Rijke-Shanks       |
| Huub Duyn           | 1er septembre 1984 | Pays-Bas    | De Rijke-Shanks       |
| Dex Groen           | 8 août 1990        | Pays-Bas    | Metec-TKH Continental |
| Ike Groen           | 31 mai 1992        | Pays-Bas    | De Rijke-Shanks       |
| Dylan Groenewegen   | 21 juin 1993       | Pays-Bas    | De Rijke-Shanks       |
| Yoeri Havik         | 19 février 1991    | Pays-Bas    | De Rijke-Shanks       |
| Kobus Hereijgers    | 10 mars 1989       | Pays-Bas    | De Rijke-Shanks       |
| Sjoerd Kouwenhoven  | 3 novembre 1990    | Pays-Bas    | De Rijke-Shanks       |
| Christoph Pfingsten | 20 novembre 1987   | Allemagne   | De Rijke-Shanks       |
| Simon Schram        | 21 juillet 1991    | Pays-Bas    |                       |
| Ronan van Zandbeek  | 27 septembre 1988  | Pays-Bas    | De Rijke-Shanks       |
| Coen Vermeltfoort   | 11 avril 1988      | Pays-Bas    | De Rijke-Shanks       |

Portraits
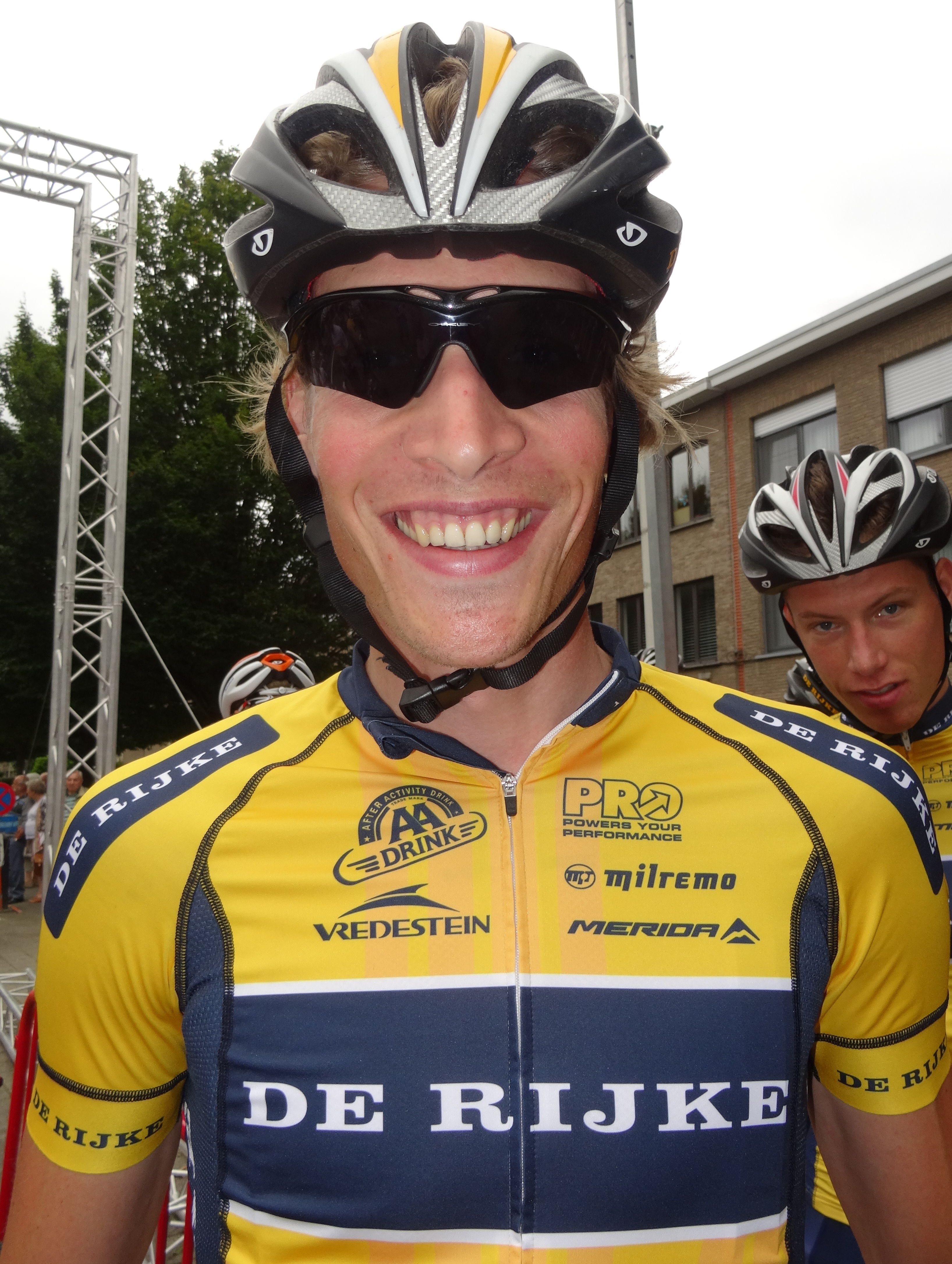
Dion Beukeboom.
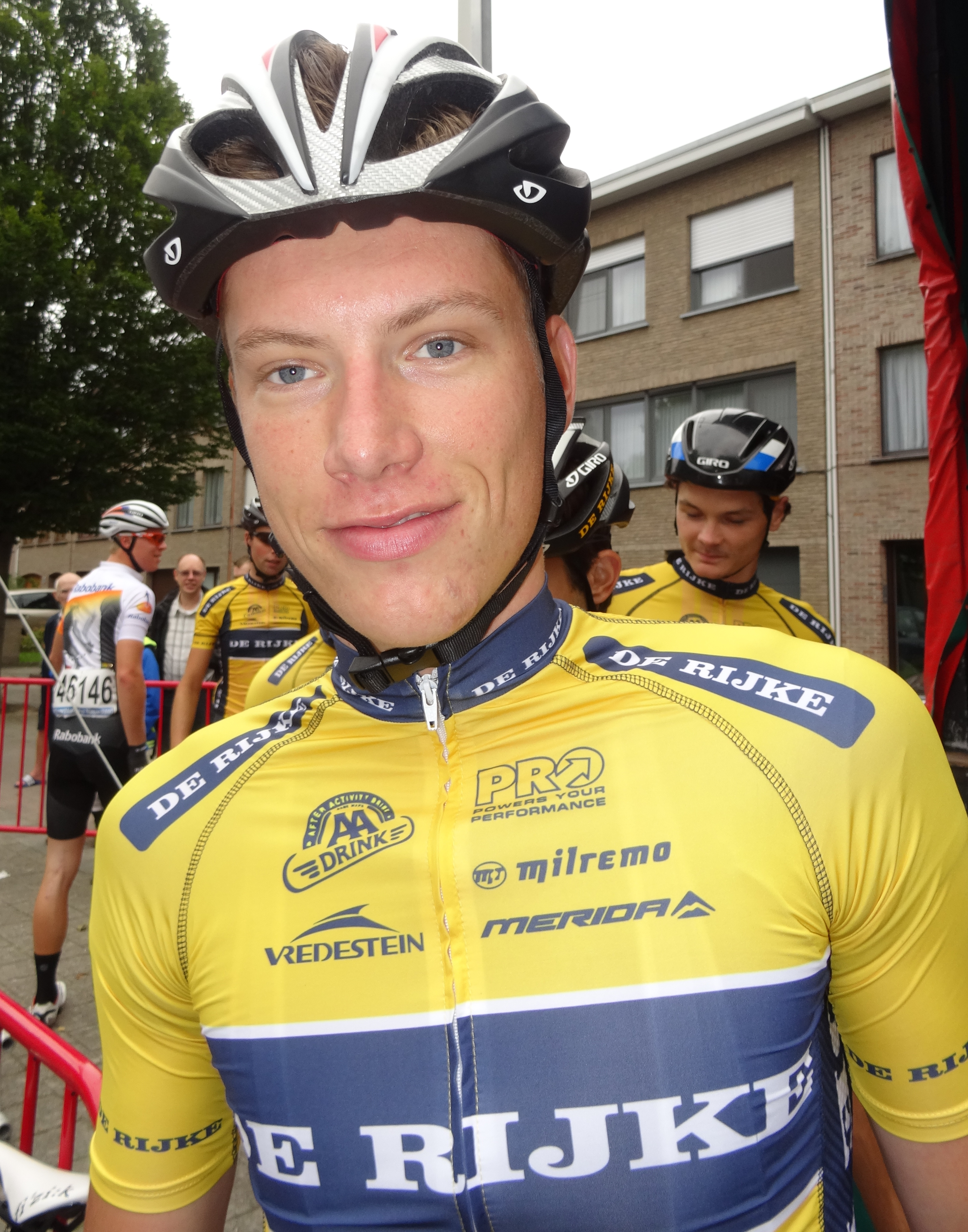
Dex Groen.
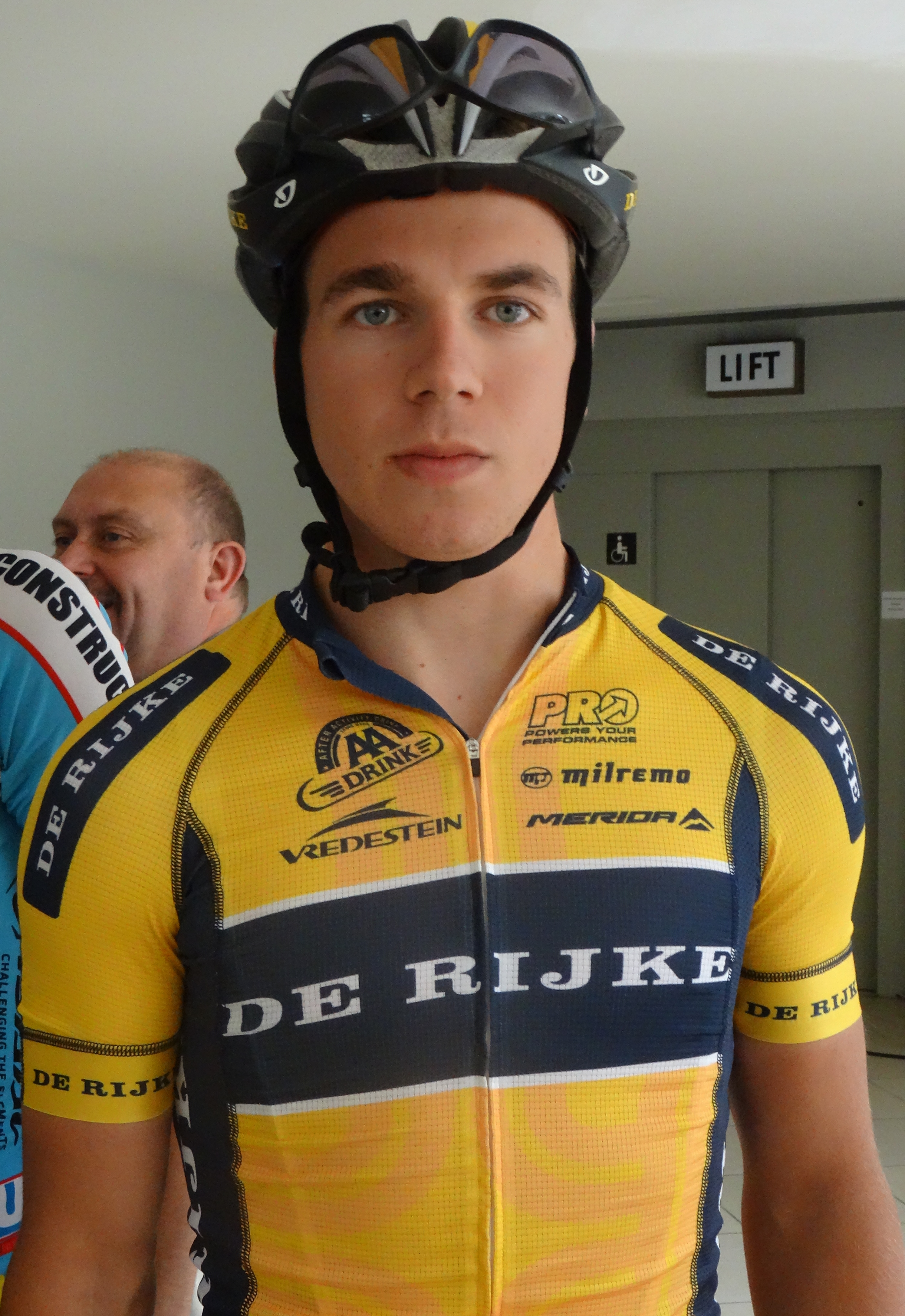
Dylan Groenewegen.
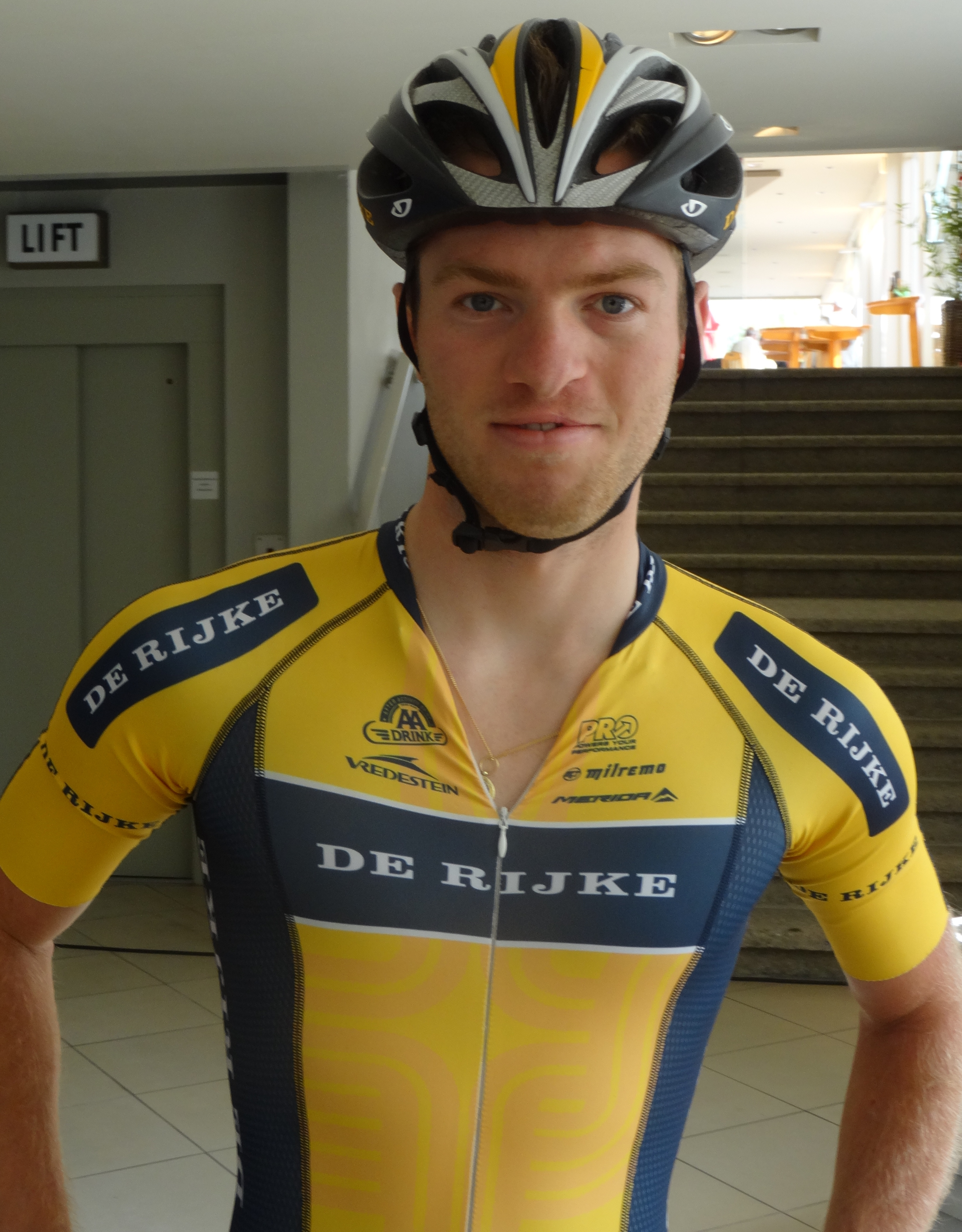
Yoeri Havik.
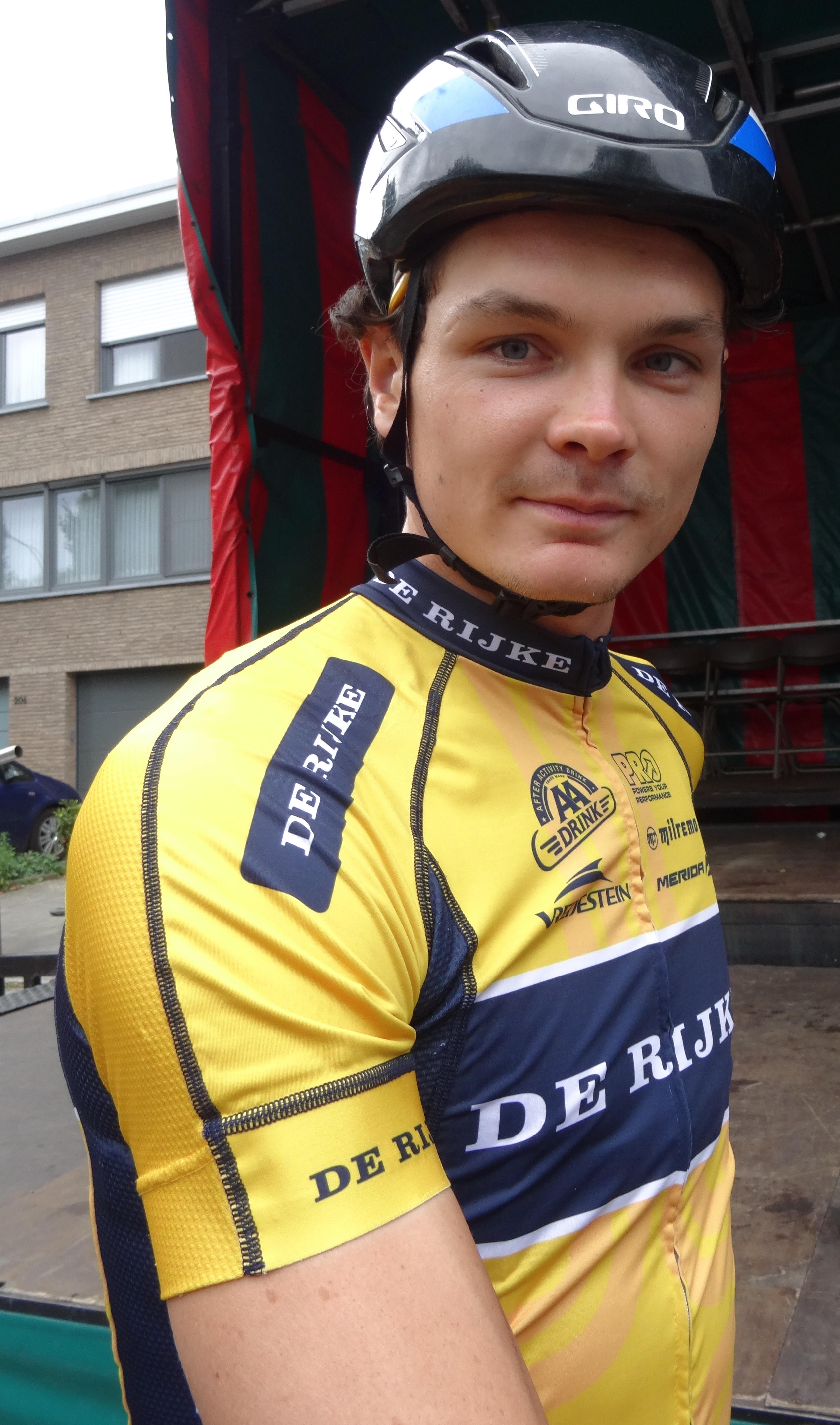
Kobus Hereijgers.
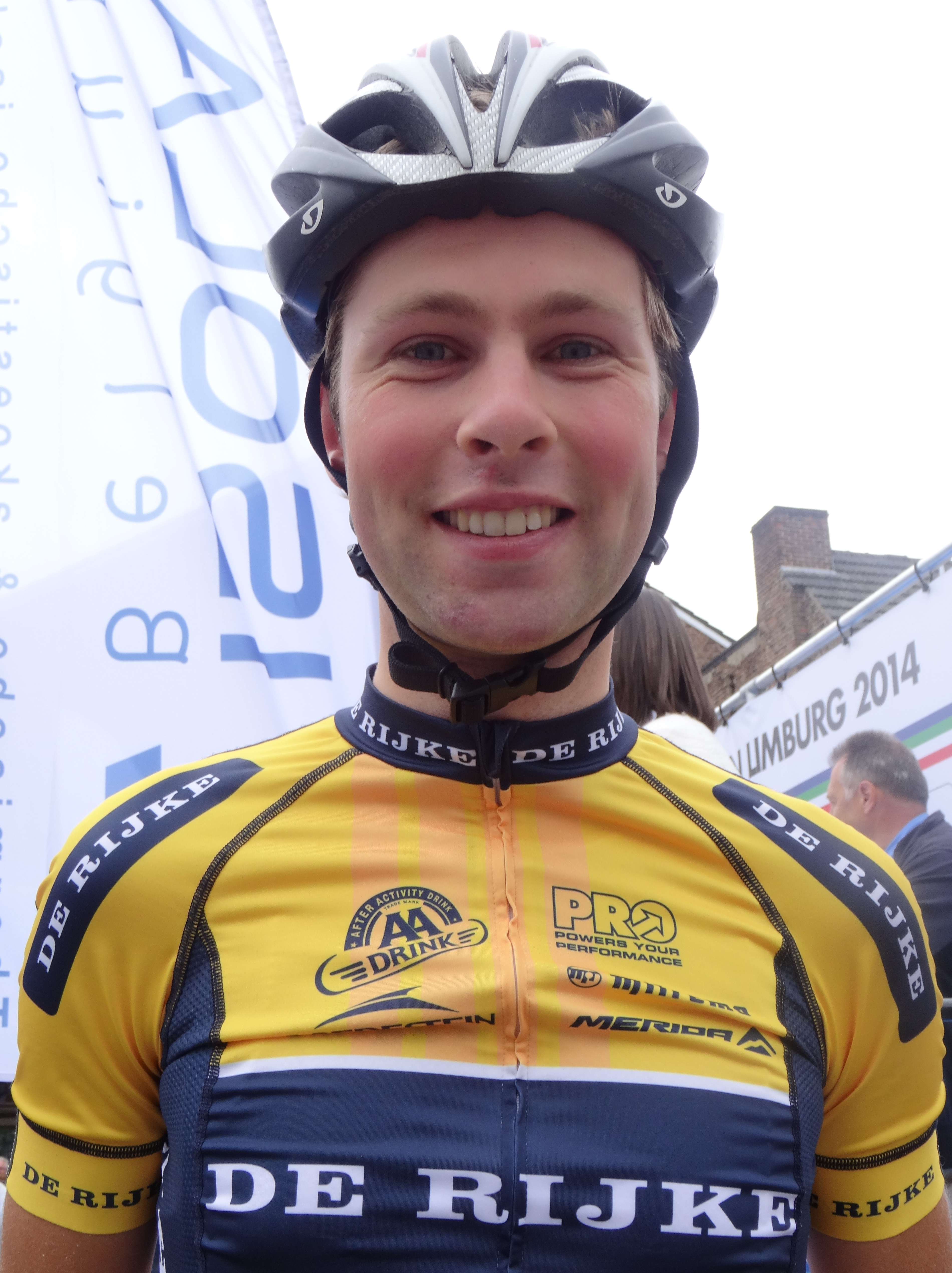
Sjoerd Kouwenhoven.
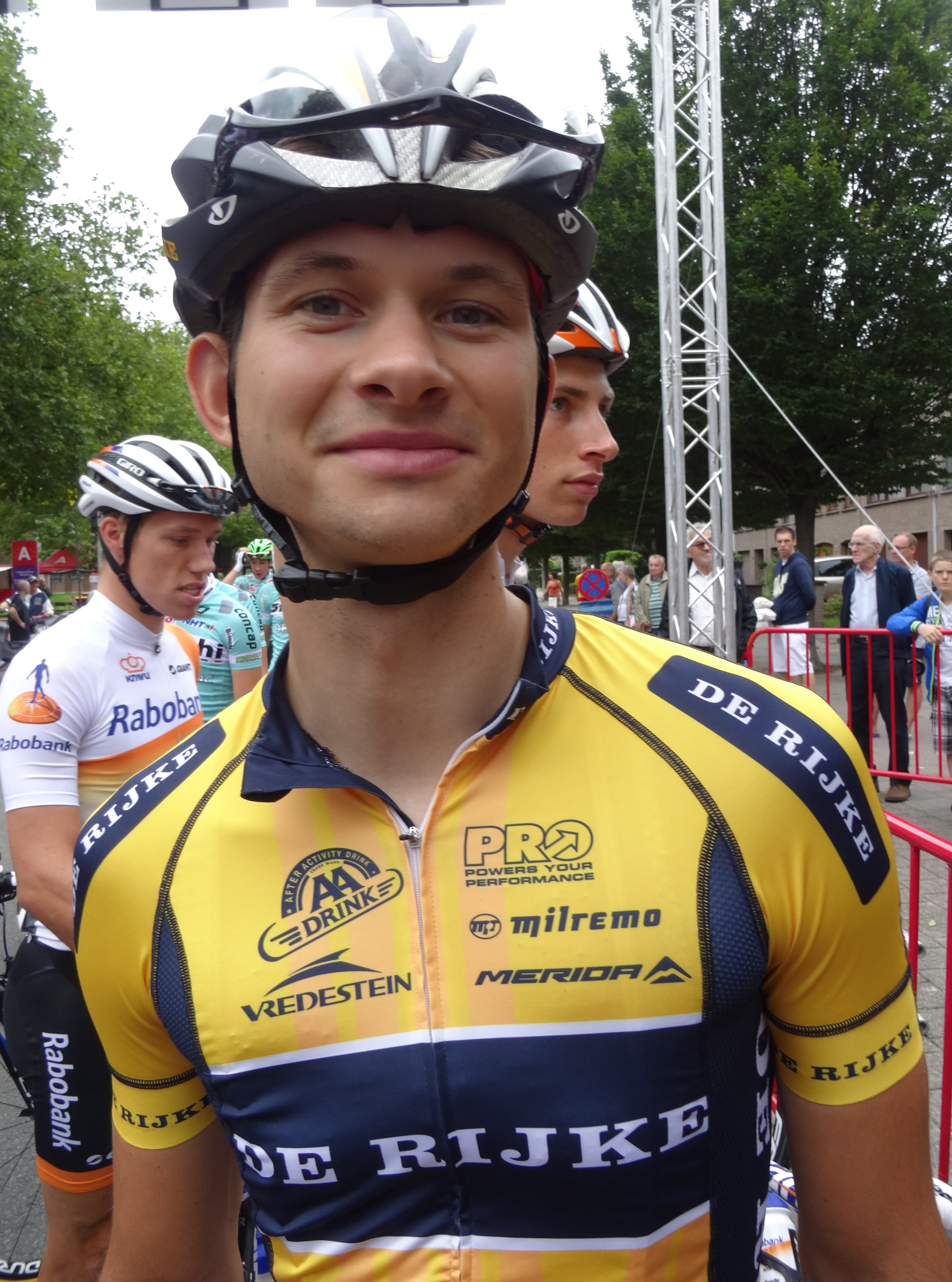
Christoph Pfingsten.

## Bilan de la saison

### Victoires

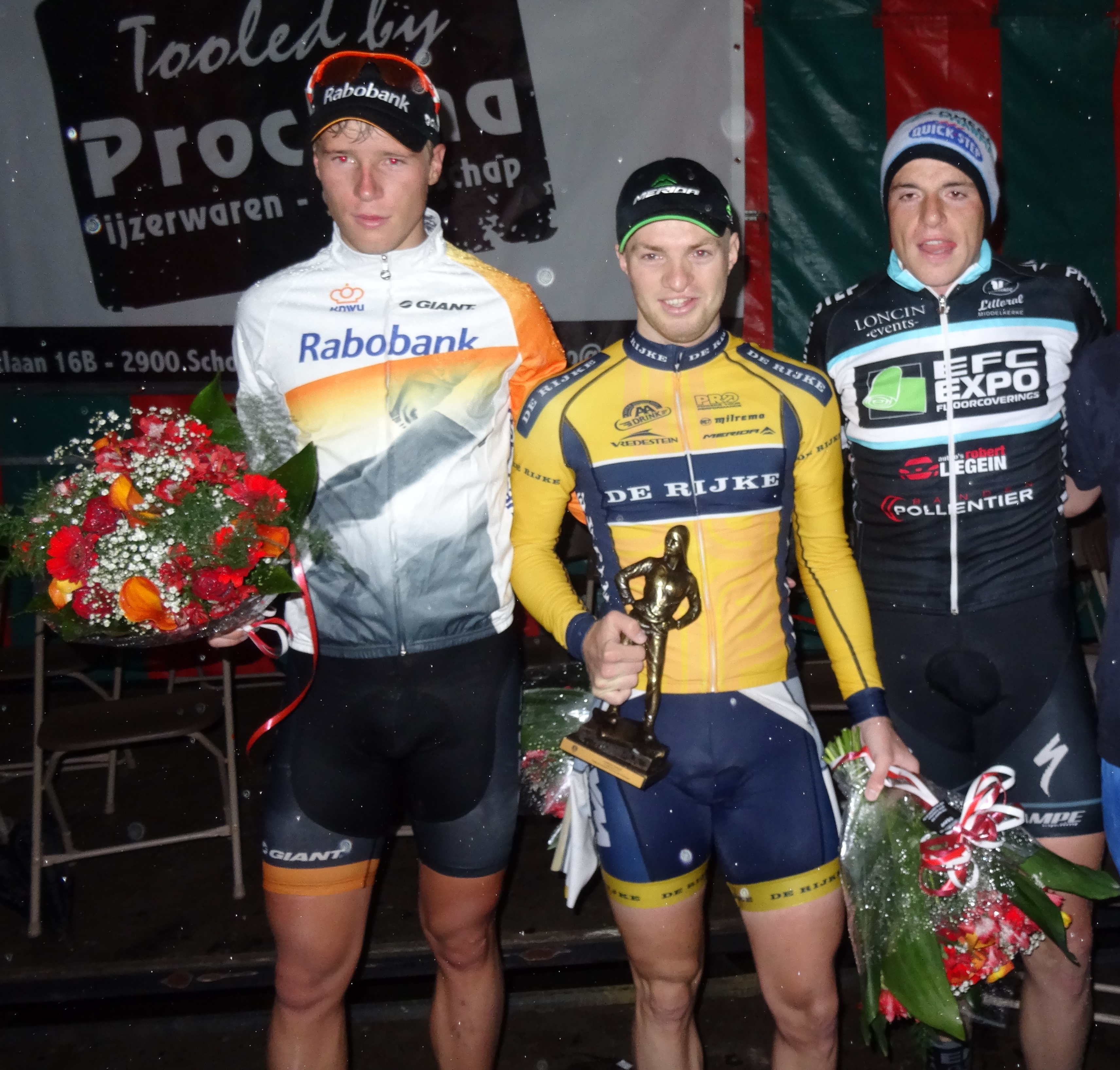
Podium de l'édition 2014 de la Flèche du port d'Anvers : Ivar Slik (2e), Yoeri Havik (1er) et Jens Geerinck (3e).

| Date       | Course                                         | Pays       | Classe | Vainqueur           |
| ---------- | ---------------------------------------------- | ---------- | ------ | ------------------- |
| 26/03/2014 | 2e étape du Tour de Normandie                  | France     | 2.2    | Dylan Groenewegen   |
| 13/04/2014 | 4e étape du Circuit des Ardennes international | France     | 2.2    | Coen Vermeltfoort   |
| 12/05/2014 | Prologue de l'Olympia's Tour                   | Pays-Bas   | 2.2    | Coen Vermeltfoort   |
| 28/05/2014 | Prologue de la Flèche du Sud                   | Luxembourg | 2.2    | Christoph Pfingsten |
| 29/05/2014 | 1re étape de la Flèche du Sud                  | Luxembourg | 2.2    | Coen Vermeltfoort   |
| 31/05/2014 | 3e étape de la Flèche du Sud                   | Luxembourg | 2.2    | Coen Vermeltfoort   |
| 01/06/2014 | 4e étape de la Flèche du Sud                   | Luxembourg | 2.2    | Coen Vermeltfoort   |
| 10/08/2014 | Flèche du port d'Anvers                        | Belgique   | 1.2    | Yoeri Havik         |

### Classement UCI

#### UCI Europe Tour
L'équipe De Rijke termine à la 30e place de l'Europe Tour avec 469,5 points. Ce total est obtenu par l'addition des points des huit meilleurs coureurs de l'équipe au classement individuel, cependant seuls sept coureurs sont classés,.
| Rang | Coureur             | Points |
| ---- | ------------------- | ------ |
| 60   | Coen Vermeltfoort   | 166,5  |
| 119  | Dylan Groenewegen   | 101    |
| 142  | Yoeri Havik         | 89     |
| 207  | Huub Duyn           | 64,5   |
| 369  | Christoph Pfingsten | 36,5   |
| 784  | Ike Groen           | 8,5    |
| 973  | Ronan van Zandbeek  | 3,5    |